# John Devitt
John Thomas Devitt (4. února 1937 Sydney – 17. srpna 2023) byl australský plavec, specialista na kraulařský sprint a dvojnásobný olympijský vítěz.
Vyrůstal na sydneyském předměstí Granville a připravoval se v místním bazénu. Absolvoval církevní střední školu v Parramattě a byl členem Manly Swim Clubu.
Na domácích LOH 1956 v Melbourne zastával funkci kapitána australského plaveckého týmu. Byl členem vítězné domácí štafety, která ve finále vytvořila světový rekord časem 8 minut, 23 sekund a 6 desetin a Devitt zaplaval nejrychlejší úsek. V závodě jednotlivců na 100 metrů skončil druhý za svým krajanem Jonem Henricksem. V roce 1957 vylepšil světový rekord na 100 metrů volným způsobem nejprve na 55,2 s a pak ještě na 54,6 s. Na Hrách Britského impéria a Commonwealthu 1958 v Cardiffu získal tři zlaté medaile: v individuálním závodě na 100 metrů a v kraulařské i polohové štafetě.
Na Letních olympijských hrách 1960 zvítězil na stometrové trati. Jeho finálové prvenství však bylo diskutabilní: po zaokrouhlení měl v cíli čas 55,2 s stejně jako Američan Lance Larson. Podle výroku časoměřičů byl rychlejší Larson, avšak sbor rozhodčích, který vedl Max Ritter, přisoudil na základě optického posouzení dohmatu vítězství Devittovi a protest americké výpravy byl zamítnut (od příští olympiády již bylo pro výsledek závodu rozhodující elektronické zařízení). Na římské olympiádě Devitt také získal bronz ve štafetovém závodě.
Po olympiádě ukončil závodní kariéru a pracoval jako manažer ve firmě Speedo. Byl také funkcionářem australského olympijského výboru a propagoval kandidaturu Sydney na pořadatelství olympiády v roce 2000.
V roce 1979 byl uveden do Mezinárodní plavecké síně slávy a v roce 1986 do Síně slávy australského sportu. V roce 1989 převzal Řád Austrálie.
Zemřel 17. srpna 2023 ve věku 86 let.